# Ninox ochracea
Coruja-gavião-de-celebes ou mocho-ocráceo (Ninox ochracea) é uma espécie de ave estrigiforme pertencente à família Strigidae.